# Медаль по истории геологии имени В. В. Тихомирова
Медаль по истории геологии имени В. В. Тихомирова (англ. Vladimir V. Tikhomirov History of Geology Award) — геологическая и историческая медаль Международного союза геологических наук (IUGS), единственная международная награда за научный вклад и достижения в области истории геологических наук..

## История
Названа в честь советского и российского историка геологии В. В. Тихомирова — организатора и первого президента Международного комитета по истории геологических наук (INHIGEO) в 1967 году. Номинирование на награду производит Международная комиссия по истории геологических наук (INHIGEO), утверждается в Международном союзе геологических наук (IUGS).
В 2012 году медаль учредил Международный союз геологических наук за работы по истории геологии. Медаль изготавливалась из бронзы.
С 2020 года медаль диаметром 10 см изготавливается из армянского обсидиана.

## Награды
Медаль вручается раз в 4 года во время проведения Международного геологического конгресса.
За всю историю медалью были награждены:
1. 2012 — Хью Торренс,  Великобритания[3][4].
2. 2016 — Мартин Рудвик,  Великобритания[5][6][7].
3. 2020 — Дэвид Бранаган (Branagan David Francis (1930—2022)),  Австралия[8].
4. 2024 — Кеннет Тейлор  США[9]
5. 2028 — определится на МГК в  Калгари.